# Curtea
Curtea es una comuna ubicada en el distrito de Timiș, Rumania.

## Superficie
Posee una superficie de 44,34 kilómetros cuadrados.

## Demografía
Hasta 2021 la población era de 1228 habitantes, con una densidad de población de 27,70 habitantes por kilómetro cuadrado.